# Contract J.A.C.K.
 (décembre 2018).
Si vous disposez d'ouvrages ou d'articles de référence ou si vous connaissez des sites web de qualité traitant du thème abordé ici, merci de compléter l'article en donnant les références utiles à sa vérifiabilité et en les liant à la section « Notes et références ».
Contract J.A.C.K. (Just Another Contract Killer) est un jeu vidéo de tir à la première personne développé par Monolith Productions et édité par Sierra Entertainment. C'est un spin-off de la série No One Lives Forever (NOLF), et se situe chronologiquement entre le premier et le second épisode.

## Scénario
Dans No One Lives Forever, le joueur incarnait Cate Archer dans un univers des années 1960 très similaire à Austin Powers, ou Cate, la « gentille », devait se débarrasser des « méchants »... Le jeu étant issu du même studio de développement, dans Contract J.A.C.K., l'histoire est à peu près identique, seulement ici le joueur prend le rôle de John Jack, un tueur à gages au service du C.R.I.M.E (les "méchants").

## Système de jeu
Le jeu est un FPS des plus classique avec un côté assez "bourrin" ce qui tranche avec les autres jeux de la série. Contrairement aux autres opus de la série celui-ci est dénué de gadgets. Par contre il fait preuve d'une violence accrue, les ennemis se jetant sur le joueur en tirant de partout, à l'image d'un Soldier of Fortune.
Le jeu est aussi assez court en termes de durée de vie, il comprend néanmoins un éditeur de niveau.
En mode multijoueur, 3 modes de jeux sont proposés : Doomsday, Deathmatch, et Team Deathmatch, le tout sur 25 cartes.

### Personnages
Le joueur incarne John Jack, tueur à gages au service du C.R.I.M.E sans grande personnalité, il a un humour très spécial.

## Critiques
Plutôt mal reçu par les critiques qui lui reprochent son éloignement avec l'ambiance de NOLF, manquant de gadgets et de subtilité qui faisaient le succès des autres épisodes, il a conservé une partie des graphismes et quelques doses d'humour. « On appréciera tout particulièrement l’humour omniprésent » Genseric, « Test Contract J.A.C.K. », sur JeuxVidéoPC, 10 juin 2006.
Néanmoins Contract J.A.C.K. est considéré plus comme un add-on en stand-alone, qu'un jeu à part entière. Plus simplement, à l'image du nom du joueur incarné John Jack, le jeu manque d'originalité. « Adieu infiltration, compétences, gadgets. Bonjour le gameplay super bourrin et simpliste [...] En moyenne 5, peut-être 6 heures de jeu pour boucler la campagne solo. » Dinowan, « Test de Contract J.A.C.K. », sur JeuxVideo.com, 28 novembre 2003.
Ce qui avait "sauvé" le jeu à sa sortie c'était son prix : 30 €.